# ۱-کلرو-۱٬۱-دی‌فلوئورواتان
۱-کلرو-۱،۱-دی‌فلوئورواتان (به انگلیسی: 1-Chloro-1,1-difluoroethane) یک ترکیب شیمیایی با شناسه پاب‌کم ۹۶۲۵ است. شکل ظاهری این ترکیب، گاز بی‌رنگ است.